# Labyrinthus plicatus
Labyrinthus plicatus — вид лёгочных улиток из семейства Camaenidae надсемейства Helicoidea.

## Распространение
Центральная и Южная Америка:
- Венесуэла (El Hatillo Municipality, Miranda)[2][3]
- Колумбия
- Панама